# Adrian Marinovic
Adrian Marinovic (* 29. April 2005) ist ein österreichischer Fußballspieler.

## Karriere
Marinovic begann seine Karriere beim Inzersdorfer Jugend SC. Im März 2016 wechselte er zum 1. Simmeringer SC. Zur Saison 2021/22 wechselte er zur dritten Mannschaft des Zweitligisten Kapfenberger SV, ASC Rapid Kapfenberg. Für Rapid kam er in jener Saison zu 22 Einsätzen in der sechsthöchsten Spielklasse. Zur Saison 2022/23 rückte er in den Kader der Amateure der Steirer auf. In der Saison 2022/23 kam er zu 17 Einsätzen in der fünftklassigen Oberliga.
Im April 2024 gab Marinovic sein Debüt für die Profis der KSV in der 2. Liga, als er am 25. Spieltag der Saison 2023/24 gegen den SV Horn in der 70. Minute für Meletios Mišković eingewechselt wurde.